# پلنگ دم‌دراز
پلنگ دم‌دراز با نام اصلی مارسوپیلامی شخصیتی در قالب کتاب‌های کمیک و گونه‌ای جانوری خیالی است که توسط آندره فرانکوین خلق گردیده است. نخستین حضور این شخصیت به ژانویهٔ ۱۹۵۲ و شمارهٔ ۳۱ مجلهٔ کامیکس فرانسوی-بلژیکی اسپیرو بازمی‌گردد. از آن زمان، این شخصیت به‌طور مستمر در مجموعهٔ کمیک محبوب بلژیکی اسپیرو و فانتازیو به‌عنوان حیوان خانگی شخصیت‌های اصلی حضور یافت، تا آن‌که فرانکوین فعالیت خود را بر روی این مجموعه متوقف ساخت. واپسین حضور این شخصیت در دوران حیات فرانکوین به سال ۱۹۷۰ بازمی‌گردد.
در اواخر دههٔ ۱۹۸۰، شخصیتی دیگر از همان گونه، مجزا از مارسوپیلامی خانگی متعلق به اسپیرو و فانتازیو، صاحب مجموعهٔ فرعی موفقی از مجموعه‌های کمیک با عنوان مارسوپیلامی گردید. نگارش این مجموعه بر عهدهٔ گِرِگ، یان و دوگومیه بوده و تصویرگری آن را باتم انجام داده است. انتشار نخستین مجموعه مارسوپیلامی در سال ۱۹۸۷، به‌منزلهٔ نخستین اثر منتشرشدهٔ انتشارات مارسو پروداکشنز محسوب می‌شود؛ مؤسسه‌ای که نام خود را از این شخصیت برگرفته است.
از آن زمان، مارسوپیلامی به یک مجموعه چندرسانه‌ای تبدیل شده است که شامل چندین مجموعه انیمیشن، یک فیلم سینمایی، یک بازی ویدیویی سگا مگا درایو و انواع محصولات دیگر می‌شود. سیارک ۹۸۴۹۴ مارسوپیلامی به افتخار این شخصیت کارتونی نامگذاری شده است.